# Tetramorium pylacum
Tetramorium pylacum är en myrart som beskrevs av Bolton 1980. Tetramorium pylacum ingår i släktet Tetramorium och familjen myror. Inga underarter finns listade i Catalogue of Life.